# John Abbott (attore)
John Abbott, pseudonimo di John Albert Chamberlain Kefford (Londra, 5 giugno 1905 – Los Angeles, 24 maggio 1996), è stato un attore britannico.

## Biografia
Durante la sua carriera, iniziata nel 1937, girò più di centocinquanta film contando anche numerose partecipazioni televisive, tra le quali episodi delle serie Perry Mason e Alfred Hitchcock presenta. John Abbott iniziò a recitare nel cinema nel Regno Unito, trasferendosi poi negli Stati Uniti, dove si svolse la maggior parte della sua carriera. Il suo ultimo lavoro risale al 1984, con Quest, un corto firmato da Elaine e Saul Bass. John Abbott è morto di cancro a Los Angeles il 24 maggio 1996, all'età di quasi 91 anni.

## Filmografia parziale

### Cinema
- La conquista dell'aria (The Conquest of the Air), regia di Zoltán Korda (1936)
- Il trionfo della primula rossa (The Return of the Scarlet Pimpernel), regia di Hanns Schwarz (1937)
- Mademoiselle Docteur, regia di Georg Wilhelm Pabst (1937)
- Un cronista in gamba (This Man Is News), regia di David MacDonald (1938)
- I misteri di Shanghai (The Shanghai Gesture), regia di Josef von Sternberg (1941)
- L'ora del destino (Joan of Paris), regia di Robert Stevenson (1942)
- La signora Miniver (Mrs. Miniver), regia di William Wyler (1942)
- Incubo (Nightmare), regia di Tim Whelan (1942)
- Ho salvato l'America (They Got Me Covered), regia di David Butler (1943)
- Anche i boia muoiono (Hangmen Also Die!), regia di Fritz Lang (1943)
- Mission to Moscow, regia di Michael Curtiz (1943)
- La croce di Lorena (The Cross of Lorraine), regia di Tay Garnett (1943)
- La porta proibita (Jane Eyre), regia di Robert Stevenson (1943)
- L'ottava meraviglia (Once Upon a Time), regia di Alexander Hall (1944)
- La maschera di Dimitrios (The Mask of Dimitrios), regia di Jean Negulesco (1944)
- Temporale d'estate (Summer Storm), regia di Douglas Sirk (1944)
- In giro con due americani (Abroad with Two Yanks), regia di Allan Dwan (1944)
- Il Falco a Hollywood (The Falcon in Hollywood), regia di Gordon Douglas (1944)
- L'asso di picche (The Power of the Whistler), regia di Lew Landers (1945)
- Notti d'oriente (A Thousand and One Nights), regia di Alfred E. Green (1945)
- Destinazione Algeri (Pursuit to Algiers), regia di Roy William Neill (1945)
- Saratoga (Saratoga Trunk), regia di Sam Wood (1945)
- ...e un'altra notte ancora (One More Tomorrow), regia di Peter Godfrey (1946)
- Anna e il re del Siam (Anna and the King of Siam), regia di John Cromwell (1946)
- Il prezzo dell'inganno (Deception), regia di Irving Rapper (1946)
- Il figlio di Robin Hood (The Bandit of Sherwood Forest), regia di Henry Levin e George Sherman (1946)
- Perdutamente (Humoresque), regia di Jean Negulesco (1946)
- Prigionieri del destino (Time Out of Mind), regia di Robert Siodmak (1947)
- Passione che uccide (The Web), regia di Michael Gordon (1947)
- La figlia del pirata (Adventure Island), regia di Sam Newfield (1947)
- Peccatori senza peccato (If Winter Comes), regia di Victor Saville (1947)
- La castellana bianca (The Woman in White), regia di Peter Godfrey (1948)
- L'uomo che vorrei (Dream Girl), regia di Mitchell Leisen (1948)
- Addio Mimì!, regia di Carmine Gallone (1949)
- Madame Bovary, regia di Vincente Minnelli (1949)
- La campana del convento (Thunder on the Hill), regia di Douglas Sirk (1951)
- Il tesoro del fiume sacro (Crosswinds), regia di Lewis R. Foster (1951)
- La vedova allegra (The Merry Widow), regia di Curtis Bernhardt (1952)
- Bagliori ad oriente (Thunder in the East), regia di Charles Vidor (1952)
- La marcia del disonore (Rogue's March), regia di Allan Davis (1953)
- Sombrero, regia di Norman Foster (1953)
- Il segreto del Sahara (The Steel Lady), regia di Ewald André Dupont (1953)
- Il pollo pubblico n. 1 (Public Pigeon No. One), regia di Norman Z. McLeod (1957)
- Gigi, regia di Vincente Minnelli (1958)
- Dove vai sono guai (Who's Minding the Store?), regia di Frank Tashlin (1963)
- La più grande storia mai raccontata (The Greatest Story Ever Told), regia di George Stevens (1965)
- Gambit - Grande furto al Semiramis (Gambit), regia di Ronald Neame (1966)
- Il libro della giungla (The Jungle Book), regia di Wolfgang Reitherman (1967) - voce
- L'uccello tutto nero (The Black Bird), regia di David Giler (1975)
- Comiche dell'altro mondo (Slapstick (Of Another Kind)), regia di Steven Paul (1982)
- Qua la mano picchiatello (Smorgasbord), regia di Jerry Lewis (1983)

### Televisione
- The 20th Century-Fox Hour – serie TV, episodio 1x06 (1955)
- Scienza e fantasia (Science Fiction Theatre) – serie TV, episodi 1x13-2x08 (1955-1956)
- Crusader – serie TV, episodi 1x08-1x25 (1955-1956)
- Telephone Time – serie TV, episodio 1x09 (1956)
- General Electric Theater – serie TV, episodi 5x02-8x12 (1956-1959)
- The Further Adventures of Ellery Queen – serie TV, episodio 1x06 (1958)
- Peter Gunn – serie TV, episodio 1x28 (1959)
- Have Gun - Will Travel – serie TV, episodio 3x05 (1959)
- Goodyear Theatre – serie TV, episodio 3x01 (1959)
- Tightrope – serie TV, episodio 1x14 (1959)
- June Allyson Show (The DuPont Show with June Allyson) – serie TV, episodio 2x20 (1961)
- Avventure in paradiso (Adventures in Paradise) – serie TV, episodio 2x25 (1961)
- Thriller – serie TV, episodio 1x25 (1961)
- Hong Kong – serie TV, episodio 1x20 (1961)
- Perry Mason – serie TV, episodi 6x01-9x01 (1962-1965)
- I detectives (The Detectives) – serie TV, episodio 3x15 (1962)
- Outlaws – serie TV, episodio 2x15 (1962)
- The Dick Powell Show – serie TV, episodi 1x20-2x07 (1962)
- My Living Doll – serie TV, episodio 1x17 (1965)
- La legge di Burke (Burke's Law) – serie TV, episodio 3x05 (1965)
- Gli inafferrabili (The Rogues) – serie TV, episodio 1x27 (1965)
- Le spie (I Spy) – serie TV, episodio 1x16 (1966)
- Star Trek – serie TV, episodio 1x26 (1967)
- Rango – serie TV, episodio 1x08 (1967)
- Iron Horse – serie TV, episodio 2x15 (1967)
- Selvaggio west (The Wild Wild West) – serie TV, episodio 3x23 (1968)
- Sherlock Holmes a New York (Sherlock Holmes in New York), regia di Boris Sagal (1976) – film TV

## Doppiatori italiani
- Ennio Cerlesi in Il prezzo dell'inganno
- Amilcare Pettinelli in La campana del convento
- Lauro Gazzolo in La vedova allegra
- Luigi Pavese in La più grande storia mai raccontata
- Oreste Lionello in Gambit - Grande furto al Semiramis
- Manlio Busoni in Il libro della giungla